# バック・アダムス
バック "バックハンド" アダムス (本名=チャールズ・ステファン・アレン、1955年11月11日 － 2008年10月28日) は、アメリカ合衆国のポルノ男優、監督。

## キャリア
バックはボクサーやドアマンとして活動していたが、彼の姉アンバー・リンがポルノ業界に入ったすぐあとの1980年代初頭にポルノ業界入りした。1988年の映画『スクワート』で監督デビュー。700を超える作品に出演し、80ほどの作品を監督した 。監督作品にはパロディ関係も多かった。

## 死去
バックは2008年10月28日、心不全に伴う合併症により娘や姉、親しい友人であったハロルド・ジェンキンスに看取られながらロサンゼルスのノースリッジ・ホスピタル・メディカル・センターで息を引き取った。バックは1990年代から幾度も心臓発作に見舞われていた。死ぬ前にはインターネット用のビデオのプロデュースを目指した会社を設立していた。

## 受賞
- 1987 AVNアワード – Best Actor (Video) – Rockey X[3]
- 1990 XRCO賞 – Best Sex Scene – The Chameleon (with Tori Welles)[4]
- 1992 AVNアワード – Best Actor (Film) – Roxy[5]
- 1995 AVNアワード – Best Actor (Film) – No Motive[6]
- 1995 XRCO殿堂[7]
- AVN殿堂[1]